# Karang Jaya (Merbau Mataram)
Karang Jaya is een bestuurslaag in het regentschap Lampung Selatan van de provincie Lampung, Indonesië. Karang Jaya telt 1522 inwoners (volkstelling 2010).